# Kepler-209
Kepler-209 sau KOI-672 este o stea de tip G7, în jurul căreia se rotesc două exoplanete gazoase de tip Neptun, Kepler-209 b și Kepler-209 c. Distanța estimată până la Kepler-209 este de 1.882 ani-lumină. Steaua nu face parte din constelația Lira, dar se află în limitele constelației.
Steaua are o magnitudine aparentă de 13,95. Raza stelei este de aprox. 0,93 din raza solară (care este de 695.700 km). 

## În cultura populară
- Tides (film din 2021)[12]